# Lekkoatletyka na Letnich Igrzyskach Olimpijskich 2016 – rzut dyskiem kobiet
Rzut dyskiem kobiet – jedna z konkurencji lekkoatletycznych rozgrywanych podczas igrzysk olimpijskich w Rio de Janeiro. Zawody odbyły się 15 i 16 sierpnia 2016 roku.
Obrończynią złotego medalu olimpijskiego z 2012 roku była Chorwatka Sandra Perković.
W zawodach wzięło udział 34 zawodniczek z 23 krajów.

## Terminarz
Wszystkie godziny podane są w czasie brazylijskim (UTC-03:00) oraz polskim (CEST).
| Data             | Godzina rozpoczęcia | Godzina rozpoczęcia |            |
| Data             | UTC-03:00           | CEST                |            |
| ---------------- | ------------------- | ------------------- | ---------- |
| 15 sierpnia 2016 | 20:30               | 01:30               | Eliminacje |
| 16 sierpnia 2016 | 11:20               | 16:20               | Finał      |

## Rekordy
Tabela uwzględnia rekordy uzyskane przed rozpoczęciem rywalizacji.
|                             | Zawodniczka      | Wynik   | Miejsce        | Data                  |
| --------------------------- | ---------------- | ------- | -------------- | --------------------- |
| Rekord świata               | Gabriele Reinsch | 76,80 m | Neubrandenburg | 9 lipca 1988(dts)     |
| Rekord olimpijski           | Martina Hellmann | 72,30 m | Seul           | 29 września 1988(dts) |
| Najlepszy wynik w 2016 roku | Sandra Perković  | 70,88 m | Szanghaj       | 14 maja 2016(dts)     |

## Wyniki

### Eliminacje
Zawodniczki rywalizowały w dwóch grupach: A i B. Norma kwalifikacyjna do finału wynosiła 62,00 m(Q). Do finału kwalifikowało się 12 zawodniczek z najlepszym wynikiem (q).
| Pozycja | Grupa | Zawodniczka              | Reprezentacja     | #1    | #2    | #3    | Rezultat | Uwagi |
| ------- | ----- | ------------------------ | ----------------- | ----- | ----- | ----- | -------- | ----- |
| 1       | B     | Yaime Pérez              | Kuba              | 65,38 |       |       | 65,38    | Q     |
| 2       | B     | Su Xinyue                | Chiny             | 65,14 |       |       | 65,14    | Q     |
| 3       | A     | Sandra Perković          | Chorwacja         | x     | x     | 64,81 | 64,81    | Q     |
| 4       | A     | Dani Samuels             | Australia         | x     | 59,42 | 64,46 | 64,46    | Q     |
| 5       | B     | Nadine Müller            | Niemcy            | 63,67 |       |       | 63,67    | Q     |
| 6       | A     | Denia Caballero          | Kuba              | x     | x     | 62,94 | 62,94    | Q     |
| 7       | B     | Mélina Robert-Michon     | Francja           | 62,59 |       |       | 62,59    | Q     |
| 8       | A     | Feng Bin                 | Chiny             | 55,97 | 62,01 |       | 62,01    | Q     |
| 9       | B     | Julia Fischer            | Niemcy            | 61,83 | x     | 60,69 | 61,83    | q     |
| 10      | A     | Chen Yang                | Chiny             | x     | x     | 61,44 | 61,44    | q     |
| 11      | A     | Zinaida Sendriūtė        | Litwa             | x     | x     | 60,79 | 60,79    | q,    |
| 12      | A     | Shanice Craft            | Niemcy            | 60,23 | x     | x     | 60,23    | q     |
| 13      | A     | Pauline Pousse           | Francja           | x     | x     | 58,98 | 58,98    |       |
| 14      | A     | Chinwe Okoro             | Nigeria           | 57,34 | 58,85 | 58,53 | 58,85    |       |
| 15      | B     | Natalia Semenowa         | Ukraina           | x     | 58,41 | x     | 58,41    |       |
| 16      | B     | Tarasue Barnett          | Jamajka           | x     | 54,36 | 58,09 | 58,09    |       |
| 17      | A     | Żaneta Glanc             | Polska            | 55,27 | 56,09 | 57,88 | 57,88    |       |
| 18      | B     | Karen Gallardo           | Chile             | 57,81 | 55,98 | 55,20 | 57,81    |       |
| 19      | A     | Dragana Tomašević        | Serbia            | 55,87 | 57,67 | x     | 57,67    |       |
| 20      | B     | Seema Antil              | Indie             | 57,58 | x     | 56,78 | 57,58    |       |
| 21      | B     | Andressa de Morais       | Brazylia          | 57,38 | x     | x     | 57,38    |       |
| 22      | A     | Shadae Lawrence          | Jamajka           | 57,09 | x     | x     | 57,09    |       |
| 23      | B     | Sabina Asenjo            | Hiszpania         | 56,94 | 56,22 | x     | 56,94    |       |
| 24      | B     | Subenrat Insaeng         | Tajlandia         | 56,64 | x     | 54,74 | 56,64    |       |
| 25      | B     | Kelsey Card              | Stany Zjednoczone | x     | 51,16 | 56,41 | 56,41    |       |
| 26      | A     | Hrisoula Anagnostopoulou | Grecja            | x     | 54,84 | 53,19 | 54,84    |       |
| 27      | B     | Rocío Comba              | Argentyna         | x     | 54,44 | x     | 54,44    |       |
| 28      | B     | Jade Lally               | Wielka Brytania   | 51,60 | 53,99 | 54,06 | 54,06    |       |
| 29      | B     | Shelbi Vaughan           | Stany Zjednoczone | x     | 53,33 | 46,71 | 53,33    |       |
| 30      | A     | Natalia Stratulat        | Mołdawia          | x     | 53,27 | 48,80 | 53,27    |       |
| 31      | A     | Fernanda Martins         | Brazylia          | 50.19 | 51,85 | x     | 51,85    |       |
| 32      | A     | Mariya Telushkina        | Kazachstan        | x     | 43,70 | 45,33 | 45,33    |       |
| –       | A     | Whitney Ashley           | Stany Zjednoczone | x     | x     | x     | NM       |       |
| –       | B     | Kellion Knibb            | Jamajka           | x     | x     | x     | NM       |       |

### Finał
W finale startowało 12 zawodniczek. Po trzech rzutach, do wąskiego finału kwalifikowało się 8 najlepszych zawodniczek.
| Pozycja | Zawodniczka          | Reprezentacja | #1    | #2    | #3    | #4    | #5    | #6    | Rezultat | Uwagi |
| ------- | -------------------- | ------------- | ----- | ----- | ----- | ----- | ----- | ----- | -------- | ----- |
| 1. !    | Sandra Perković      | Chorwacja     | x     | x     | 69,21 | x     | x     | x     | 69,21    |       |
| 2. !    | Mélina Robert-Michon | Francja       | 65,52 | 64,83 | 65,08 | x     | 66,73 | x     | 66,73    | NR    |
| 3. !    | Denia Caballero      | Kuba          | 61,80 | x     | 65,34 | 63,82 | x     | 64,64 | 65,34    |       |
| 4       | Dani Samuels         | Australia     | 63,57 | x     | 61,21 | 61,95 | 62,87 | 64,90 | 64,90    |       |
| 5       | Su Xinyue            | Chiny         | 63,88 | 61,02 | 64,37 | 62,20 | 63,87 | x     | 64,37    |       |
| 6       | Nadine Müller        | Niemcy        | 63,13 | x     | x     | x     | x     | x     | 63,13    |       |
| 7       | Chen Yang            | Chiny         | 63,11 | x     | 60,47 | 59,19 | x     | x     | 63,11    |       |
| 8       | Feng Bin             | Chiny         | 62,26 | 60,27 | 63,06 | 61,14 | x     | 61,85 | 63,06    |       |
| 9       | Julia Fischer        | Niemcy        | 60,69 | x     | 62,67 |       |       |       | 62,67    |       |
| 10      | Zinaida Sendriūtė    | Litwa         | 58,25 | 59,95 | 61,89 |       |       |       | 61,89    | SB    |
| 11      | Shanice Craft        | Niemcy        | x     | 58,39 | 59,85 |       |       |       | 59,85    |       |
| –       | Yaime Pérez          | Kuba          | x     | x     | x     |       |       |       | NM       |       |

Źródło: Rio 2016